# Hoogezand-Sappemeer (stacja kolejowa)
Hoogezand-Sappemeer – stacja kolejowa w prowincji Groningen w Holandii, obsługuje miejscowości  Hoogezand i Sappemeer w gminie Hoogezand-Sappemeer. Powstała 1 maja 1868. Usługi świadczy Arriva.